# Orbeni
Orbeni is een Roemeense gemeente in het district Bacău.
Orbeni telt 4081 inwoners.